# Adele S. Buffington
Adele Buffington, de domo Burgdorfer (ur. 12 lutego 1900 w Saint Louis, zm. 23 listopada 1973 w Woodland Hills) – amerykańska scenarzystka filmowa. Napisała scenariusze do ponad 150 filmów (część pod męskim pseudonimem – Jess Bowers).

## Życiorys
Jako nastolatka pracowała przez trzy lata jako kasjerka kinowa, co pozwoliło jej zapoznać się z rzemiosłem filmowym. Oglądała liczne filmy i uważnie obserwowała publiczność. Po pracy udawała się do biblioteki, gdzie zdobywała informacje potrzebne jej do tworzonych scenariuszy. Pisała nocami.
Pierwszy scenariusz, La Petite, sprzedała w 1919 roku za 300 dolarów. W tym samym roku została zatrudniona jako asystentka przez Thomasa Ince’a.
W kolejnych latach pracowała już jako samodzielna scenarzystka, pisząc m.in. scenariusze westernów. Słynęła z produktywności. Mimo to niewiele pisano o niej w ówczesnej prasie. Jej rozpoznawalność obniżał dodatkowo fakt, że wiele swoich filmów pisała pod męskim pseudonimem.
Po przełomie dźwiękowym w kinie nadal tworzyła scenariusze. Ostatni film według jej scenariusza nakręcono w 1958 r. (był to The Bullwhip).
Była jedną z założycieli Gildii Scenarzystów (Screenwriters Guild).

## Filmografia
- L’Apache  (1919)
- Empty Hearts  (1924)
- The Bloodhound  (1925)
- The Fighting Cub  (1925)
- Love on the Rio Grande  (1925)
- That Man Jack!  (1925)
- The Lawful Cheater (1925)
- The Cowboy and the Countess (1926)
- The Galloping Cowboy (1926)
- The Test of Donald Norton  (1926)
- Blood Will Tell  (1927)
- Broadway After Midnight  (1927)
- Eager Lips  (1927)
- The Broken Mask  (1928)
- The Avenging Rider  (1928)
- Bare Knees  (1928)
- The Chorus Kid  (1928)
- Coney Island  (1928)
- Devil Dogs  (1928)
- Midnight Life  (1928)
- The Phantom City  (1928)
- Queen of the Chorus  (1928)
- The River Woman  (1928)
- Times Square  (1929)
- Extravagance  (1930)
- Just Like Heaven  (1930)
- The Swellhead  (1930)
- Aloha  (1931)
- Freighters of Destiny  (1931)
- Forgotten Women  (1931)
- Ghost Valley  (1932)
- Haunted Gold  (1932)
- A Man’s Land (1932)
- Single-Handed Sanders (1932)
- Iron Master  (1932)
- High Speed  (1932)
- The Eleventh Commandment  (1933)
- West of Singapore  (1933)
- Picture Brides  (1933)
- Beggar's Holiday  (1934)
- When Strangers Meet  (1934)
- Cheaters  (1934)
- Marrying Widows  (1934)
- The Moonstone  (1934)
- The Hell Cat  (1934)
- Hi, Gaucho!  (1935)
- Powdersmoke Range  (1935)
- The Keeper of the Bees  (1935)
- Lady Tubbs  (1935)
- The Sheik Steps Out  (1937)
- The Duke Comes Back  (1937)
- Michael O’Halloran  (1937)
- Circus Girl  (1937)
- Tenth Avenue Kid  (1938)
- Prison Nurse  (1938)
- Beauty for the Asking  (1939)
- Arizona Bound  (1941)
- The Gunman from Bodie  (1941)
- Forbidden Trails  (1941)
- Below the Border  (1942)
- Dawn on the Great Divide  (1942)
- Down Texas Way  (1942)
- Ghost Town Law  (1942)
- Riders of the West  (1942)
- Na zachód od prawa  (1942)
- The Ghost Rider  (1943)
- Outlaws of Stampede Pass  (1943)
- Six Gun Gospel  (1943)
- The Stranger from Pecos  (1943)
- The Texas Kid  (1943)
- Raiders of the Border  (1944)
- Bad Men of the Border  (1945)
- Flame of the West  (1945)
- Frontier Feud  (1945)
- The Lost Trail  (1945)
- The Navajo Trail  (1945)
- Stranger from Santa Fe  (1945)
- Drifting Along  (1946)
- Shadows on the Range  (1946)
- Wild Beauty  (1946)
- Overland Trails  (1948)
- The Valiant Hombre  (1949)
- Crashing Thru  (1949)
- Haunted Trails  (1949)
- Shadows of the West  (1949)
- Streets of San Francisco  (1949)
- West of El Dorado  (1949)
- Range Land  (1949)
- Riders of the Dusk  (1949)
- Western Renegades  (1949)
- Arizona Territory  (1950)
- Gunslingers  (1950)
- Jiggs and Maggie Out West  (1950)
- Six Gun Mesa  (1950)
- West of Wyoming (1950)
- Overland Telegraph  (1951)
- Born to the Saddle  (1952)
- Cow Country  (1953)
- Bullwhip  (1958)